# Tào Tuấn (Trần Lưu Vương)
Tào Tuấn (曹峻, ? - 259), tự Tử An (子安) là một thành viên hoàng tộc của Tào Ngụy trong thời kỳ Tam Quốc. Ông vốn là con trai thứ 13 của Thái tổ Ngụy Vũ Đế Tào Tháo, được phong tước Trần Lưu vương.
Kiến An năm thứ 12 (216), Tào Tuấn được phong làm My Hầu (郿侯). Một năm sau thì được phong Tương Ấp Hầu (襄邑侯). Hoàng Sơ năm thứ 2 (221), Ngụy Văn Đế Tào Phi gia phong cho ông làm Tương Ấp Công (襄邑公). Hoàng Sơ năm thứ 5 (224), ông được phong làm Tương Ấp Vương (襄邑王). Vào năm Thái Hòa thứ 6 (232), Ngụy Minh Đế Tào Duệ sắc phong cho ông làm Trần Lưu Vương (陳留王).
Năm 259, Tào Tuấn tạ thế, được truy phong thụy hiệu Cung Vương (恭王). Con trai ông Tào Úc được thừa kế tước vị.